# Stemberg (Berg)
Der Stemberg (früher auch Stemmberg genannt) bei Holzhausen-Externsteine im nordrhein-westfälischen Kreis Lippe ist ein 401,9 m ü. NHN hoher Berg im Teutoburger Wald.

## Geographische Lage
Der Stemberg liegt im Südosten des Teutoburger Waldes im Naturpark Teutoburger Wald / Eggegebirge rund 1,8 km südöstlich des Detmolder Stadtteils Berlebeck, direkt westlich bzw. oberhalb von Holzhausen-Externsteine, einem Stadtteil von Horn-Bad Meinberg, und 2,3 km (je Luftlinie) nordöstlich der Passhöhe Gauseköte. 
Nach Norden fällt der Stemberg in das Tal der Wiembecke ab, die über die Berlebecke zur Werre entwässert, und südöstlich befindet sich jenseits des Südteils von Holzhausen-Externsteine der Bärenstein (317,6 m) mit den wiederum jenseits davon befindlichen Externsteinen. Südlich liegt der Falkenberg (345,2 m), auf einem südwestlich vorgelagerten Nachbarberg bzw. nahen Ausläufer des Stembergs befindet sich die Ruine der 1190 bis 1194 erbauten Falkenburg (372,6 m) und westnordwestlich erhebt sich der Düsterlau (417,4 m).

## Sehenswertes
Unweit des Stembergs liegen diese Sehenswürdigkeiten und geographischen Ziele:
- Barnacken (446,4 m), höchster Berg im Teutoburger Wald in den Gemarkungen von Horn-Bad Meinberg und Schlangen
- Externsteine, markante Sandstein-Felsformation bei Holzhausen-Externsteine (zu Horn Bad Meinberg)
- Fürstenallee, historischer Abschnitt der heutigen Landesstraße 937, südlich der Gauseköte
- Gauseköte, Passhöhe zwischen Berlebeck und Schlangen
- Hermannsdenkmal, 1838 bis 1875 erbautes Denkmal bei Detmold-Hiddesen
- Velmerstot (ca. 464 m), höchster Berg im Eggegebirge in den Gemarkungen von Horn-Bad Meinberg und Steinheim
- Ruine Falkenburg, Ruine einer 1190 bis 1194 erbauten Burg bei Detmold-Berlebeck
- Silberbachtal, Nahtstelle zum Eggegebirge

## Verkehrsanbindung
Der Stemberg wird im Westen von der im Teutoburger Wald von Berlebeck über die Gauseköte nach Oesterholz führenden Landesstraße 937 passiert. Von dieser Straße kann man auf Waldwegen, beispielsweise von Berlebeck vorbei an der Ruine Falkenburg, zum Berg spazieren. Im Nordosten wird er von der außerhalb des Gebirges aus Richtung Detmold durch Fromhausen nach Holzhausen-Externsteine verlaufenden L 828 passiert. Von ihr kann man, zum Beispiel in Holzhausen-Externsteine beginnend, auf Waldwegen zum Berg laufen.